# 第64回ベルリン国際映画祭
第64回ベルリン国際映画祭は、2014年2月6日から2月16日までドイツのベルリンで開催された。
オープニング作品はコンペティション部門に出品されたウェス・アンダーソン監督の『グランド・ブダペスト・ホテル』である。日本からは山田洋次監督の『小さいおうち』がコンペティション部門に出品され、黒木華が女優賞を受賞した。名誉金熊賞はイギリスの映画監督であるケン・ローチに贈られた。ベルリナーレ・カメラはドイツのプロデューサーであるカール・バウムゲルトナーが受賞した。
また、2014年2月2日に急逝したアメリカ合衆国の俳優、フィリップ・シーモア・ホフマンへのオマージュとして、第56回ベルリン国際映画祭で上映された『カポーティ』が追悼上映された。

## 受賞結果
コンペティション部門の受賞結果は以下の通りとなった。
金熊賞：『薄氷の殺人』（ディアオ・イーナン）
銀熊賞
- 審査員グランプリ：『グランド・ブダペスト・ホテル』（ウェス・アンダーソン）
- 監督賞：リチャード・リンクレイター （『6才のボクが、大人になるまで。』）
- 男優賞：リャオ・ファン （『薄氷の殺人』）
- 女優賞：黒木華 （『小さいおうち』）
- 脚本賞：ディートリッヒ・ブリュッゲマン、アンナ・ブリュッゲマン （『十字架の道行き』）
- 芸術貢献賞：ツアン・チアン （『推拿』）
- アルフレッド・バウアー賞：『愛して飲んで歌って』（アラン・レネ）

## 審査員
以下の人物が審査員を務めた。
- ジェームズ・シェイマス（ アメリカ合衆国、プロデューサー・脚本家） 審査員長
- バーバラ・ブロッコリ（ アメリカ合衆国、プロデューサー）
- トリーネ・ディルホルム（ デンマーク、女優）
- ミトラ・ファラハニ（ イラン、映画監督・画家）
- グレタ・ガーウィグ（ アメリカ合衆国、女優）
- ミシェル・ゴンドリー（ フランス、映画監督・脚本家）
- トニー・レオン（ 中国、俳優）
- クリストフ・ヴァルツ（ オーストリア、俳優）

## コンペティション部門
以下の作品がコンペティション部門に選出された。
| 日本語題                            | 原題                     | 監督                           | 製作国                                              |
| ----------------------------------- | ------------------------ | ------------------------------ | --------------------------------------------------- |
| ベルファスト71                      | '71                      | ヤン・ドマンジュ               | イギリス                                            |
| 愛して飲んで歌って                  | Aimer, boire et chanter  | アラン・レネ                   | フランス                                            |
|                                     | Aloft                    | クラウディア・リョサ           | スペイン／ カナダ／ フランス                        |
|                                     | Die geliebten Schwestern | ドミニク・グラフ               | ドイツ                                              |
|                                     | Μικρό Ψάρι               | ヤニス・エコノミデス           | ギリシャ／ ドイツ／ キプロス                        |
| グランド・ブダペスト・ホテル        | The Grand Budapest Hotel | ウェス・アンダーソン           | イギリス／ ドイツ                                   |
| 薄氷の殺人                          | 白日烟火                 | ディアオ・イーナン             | 中国                                                |
| 6才のボクが、大人になるまで。       | Boyhood                  | リチャード・リンクレイター     | アメリカ合衆国                                      |
| 小さいおうち                        | 小さいおうち             | 山田洋次                       | 日本                                                |
|                                     | Historia del Miedo       | ベンハミン・ナイシュタット     | アルゼンチン／ ウルグアイ／ ドイツ／ フランス       |
| ぼくらの家路                        | Jack                     | エドワード・ベルガー           | ドイツ                                              |
| ファイティング・ダディ 怒りの除雪車 | Kraftidioten             | ハンス・ペーター・モランド     | ノルウェー／ スウェーデン／ デンマーク              |
| 十字架の道行き                      | Kreuzweg                 | ディートリッヒ・ブリュッゲマン | ドイツ                                              |
|                                     | La tercera orilla        | セリーナ・ムルガ               | アルゼンチン／ ドイツ／ オランダ                    |
|                                     | La voie de l'ennemi      | ラシッド・ブシャール           | アルジェリア／ フランス／ アメリカ合衆国／ ベルギー |
| マコンド                            | Macondo                  | スダベ・モルテザイ             | オーストリア                                        |
|                                     | Praia do Futuro          | カリム・アイヌーズ             | ブラジル／ ドイツ                                   |
| ブラインド・マッサージ              | 推拿                     | ロウ・イエ                     | 中国／ フランス                                     |
|                                     | 無人區                   | ニン・ハオ                     | 中国                                                |
| クロッシング・ウォー 決断の瞬間     | Zwischen Welten          | フェオ・アラダグ               | ドイツ                                              |

## コンペティション外
以下の作品がコンペティション外で上映された。
| 日本語題                     | 原題                | 監督                     | 製作国                         |
| ---------------------------- | ------------------- | ------------------------ | ------------------------------ |
| ミケランジェロ・プロジェクト | The Monuments Men   | ジョージ・クルーニー     | アメリカ合衆国                 |
| ニンフォマニアック Vol.1     | Nymphomaniac vol.1  | ラース・フォン・トリアー | デンマーク／ ドイツ／ フランス |
| 美女と野獣                   | La belle et la bête | クリストフ・ガンズ       | フランス／ ドイツ              |